# Märsön

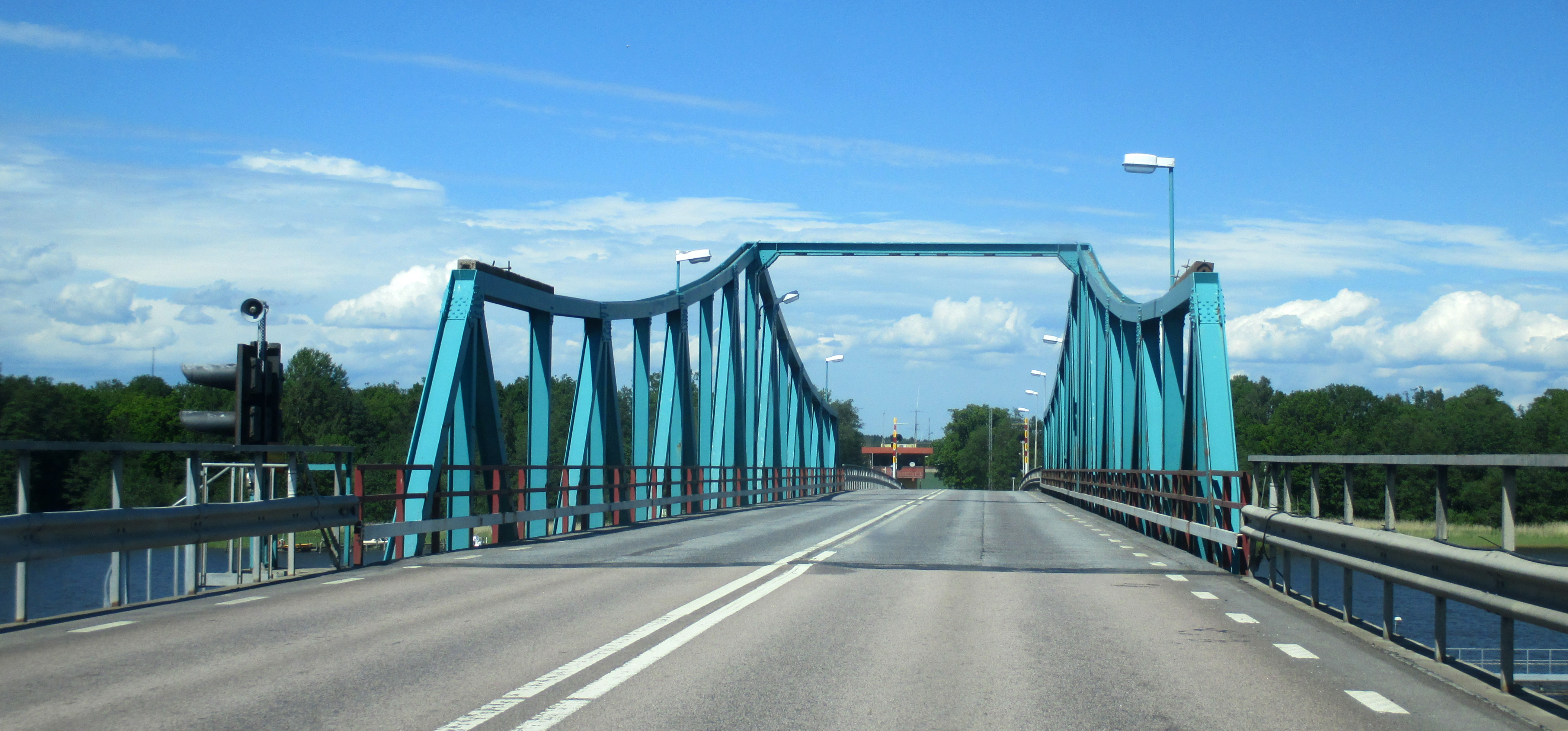
Hjulstabron förbinder Märsön med fastlandet

Märsön är en ö i Mälaren mitt emellan Strängnäs och Enköping.
Större delen av ön, den nordvästra delen, ligger i Enköpings kommun (Enköpings-Näs socken) i Uppland medan den sydöstra delen ligger i Strängnäs kommun i Södermanland. Landskapsgränsen går över öns lägsta punkt, varför man kan antaga att gränsen tidigare gått över vatten och inte över land. Så väl geografi som fastighetsindelning kan möjligen tyda på att den nuvarande ön i äldre tid bestod av tre öar, där de sydöstra delarna ännu bär namnen Skärsholm respektive Vadholmsholm.
Ön avgränsas i norr av Hjulstafjärden, i söder av Grannäsfjärden, i väster av Agnesund och i öster av Oknöfjärden.
Ön har fast vägförbindelse (riksväg 55) med fastlandet via Hjulstabron som uppfördes på 1950-talet för att ersätta tidigare färjeförbindelse. På 1960-talet exploaterades stora områden på de delar av ön som ligger i Enköpings kommun för fritidsbebyggelse. Under senare år har dock allt fler fastigheter övergått till att bli permanentbostäder. Det finns två busshållplatser på ön med söder- och norrgående busstrafik via UL. Även ett kafé i den norra delen.
Märsögård låg tidigare under Hjulsta säteri.
På ön finns flera fornlämningar, bland annat ett större gravfält och boplatsområde. Detta område, som ligger på öns östra del består av 1 röse, 1 hög, samt cirka 37 runda stensättningar och 1 husgrundsterrass.
På ön finns orterna Västra och Östra Märsön som av SCB sammanlagts till Märsön.